# Ivan Nikolaevich Kramskoi
Ivan Nikolaevich Kramskoi (tiếng Nga: Ива́н Никола́евич Крамско́й; 8 tháng Sáu (lịch cũ 27 tháng Năm), 1837, Ostrogozhsk – 6 tháng Tư (lịch cũ 24 tháng Ba), 1887, Saint Petersburg) là họa sĩ và nhà phê bình nghệ thuật người Nga. Ông là trí thức lãnh đạo phong trào nghệ thuật "Những kẻ lang thang" (The Itinerants, Peredvizhniki) trong giai đoạn 1860–1880.

## Cuộc đời và sự nghiệp
Kramskoi xuất thân từ một gia đình tiểu tư sản khốn khó. Từ năm 1857 đến 1863, ông học tại Học viện Nghệ thuật St. Petersburg. Kramskoi phản đối nghệ thuật hàn lâm kinh viện và là người khởi xướng "Cuộc nổi dậy của những người mười bốn tuổi" (Revolt of the Fourteen), kết cục là một nhóm học viên đã bị đuổi học và họ tự thành lập nên Artel of Artists ("Артель художников").
Tiếp nhận ảnh hưởng của các nhà cách mạng dân chủ Nga, Kramskoi xác định trách nhiệm cao cả của nghệ sĩ với cộng đồng, các nguyên tắc của chủ nghĩa hiện thực, bản chất đạo đức và tính dân tộc của nghệ thuật. Ông trở thành một trong những người thành lập và nhà lý luận quan trọng của Hội Triển lãm Nghệ thuật của những người lang thang (hay Peredvizhniki). Trong giai đoạn 1863-1868, ông dạy môn vẽ phác họa tại một hội đoàn nhằm thúc đẩy nghệ thuật ứng dụng. Kramskoi tổ chức một phòng trưng bày tranh chân dung các nhà văn, nhà khoa học, nghệ sĩ và nhân vật công chúng quan trọng (Lev Nikolaevich Tolstoy, 1873, Ivan Shishkin, 1873, Pavel Mikhailovich Tretyakov, 1876, Mikhail Saltykov-Shchedrin, 1879, Sergei Botkin, 1880), tại đây tính đơn giản nhưng giàu sức biểu cảm trong bố cục và cách khắc họa sáng sủa đã nhấn mạnh được các nhân tố tâm lý học quan trọng của nhân vật. Lý tưởng dân chủ của Kramskoi thể hiện sáng rõ nhất trong các bức chân dung người nông dân, bộc lộ được rất nhiều đặc điểm chi tiết đại diện cho những người bình dân. 
Khi vẽ một trong những tác phẩm lừng danh nhất, bức Thiên Chúa trên hoang mạc (Christ in the Desert ,1872, nhà trưng bày Tretyakov), Kramskoi kế tục truyền thống nhân văn của Alexander Ivanov qua việc xử lý một đối tượng tôn giáo theo cách giàu tính luân lý và triết học. Ông lồng ghép cách giải thích tâm lý, đậm tính sinh mệnh, vào hình ảnh của Thiên Chúa, lúc Người đã kinh qua quá nhiều trải nghiệm đau thương, qua đó gợi lên sự hy sinh cao thượng của Người.
Khao khát truyền bá suy nghĩ, tư tưởng giàu sức biểu cảm của mình, Kramskoi sáng tác nhiều tác phẩm nghệ thuật theo chủ đề tranh chân dung và tranh vẽ cảnh sinh hoạt đời thường ("Nekrasov trong thời kỳ 'Những khúc ca cuối'"/ "Nekrasov during the period of 'Last songs,'" 1877–78; "Người đàn bà xa lạ"/"Unknown Woman," 1883; "Nỗi buồn khôn nguôi"/"Inconsolable grief," 1884; đều trưng bày tại Nhà trưng bày Tretyakov). Tất cả các tác phẩm ấy bộc lộ cảm xúc chân thành và phức tạp của chủ thể tranh, cùng tính cách và số phận của họ. Thiên hướng nghệ thuật của Kramskoi, suy xét sắc sảo của ông về điều đó, cộng với hành trình bền bỉ truy cầu những tiêu chí cộng đồng khách quan để đánh giá nghệ thuật đã truyền một sức ảnh hưởng to lớn tới sự phát triển của chủ nghĩa hiện thực và thẩm mỹ học Nga vào ba thập niên cuối của thế kỷ 19. 
Kramskoi bị coi là người lập dị vì tặng họa phẩm được lồng khung đắt tiền cho khách hàng mà không đòi tiền bạc gì cả. Ông qua đời vì phình động mạch chủ trong lúc đang làm việc bên giá vẽ, hưởng dương chỉ bốn mươi chín năm.

## Tác phẩm

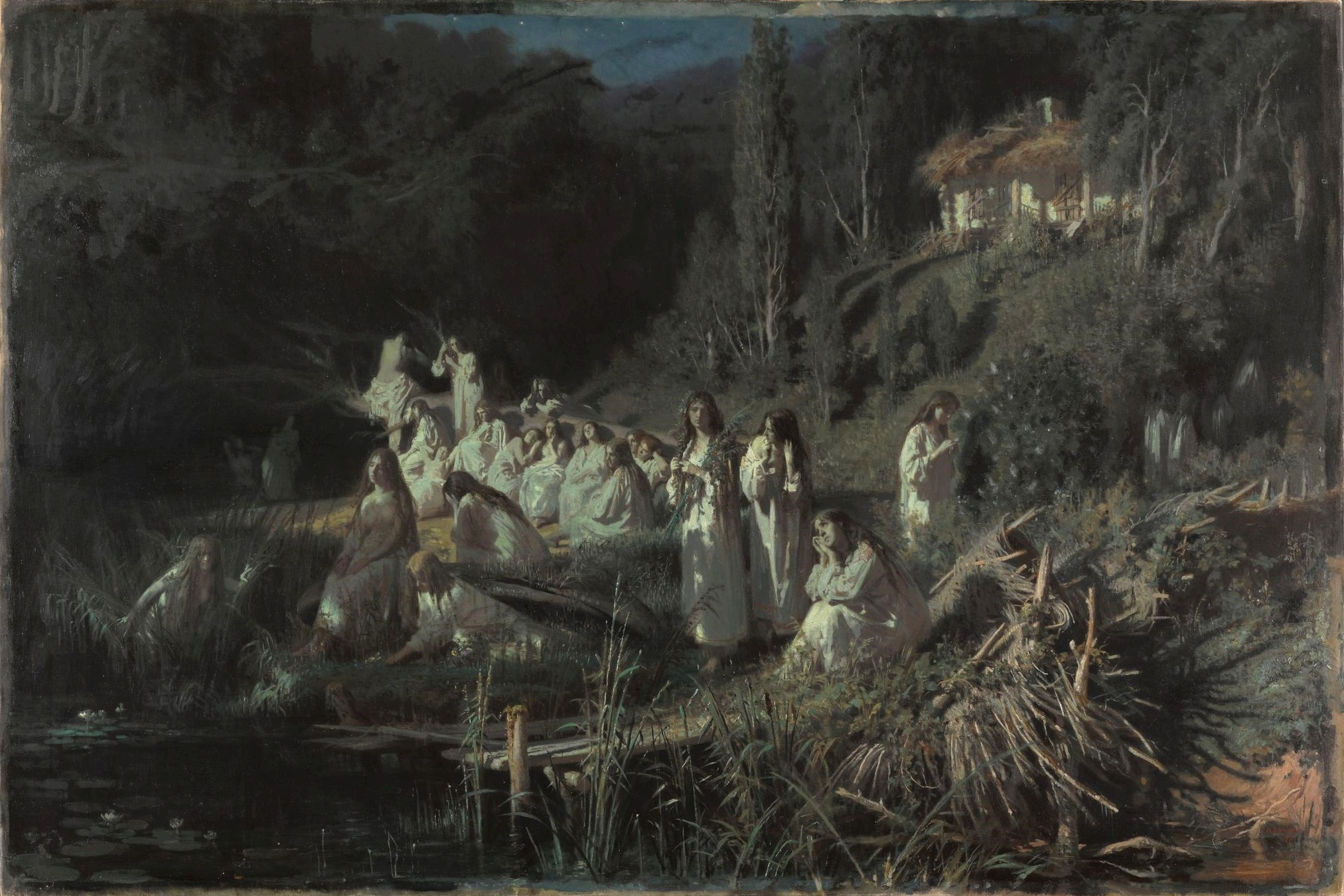
Mỹ nhân ngư (The Mermaids, 1871)
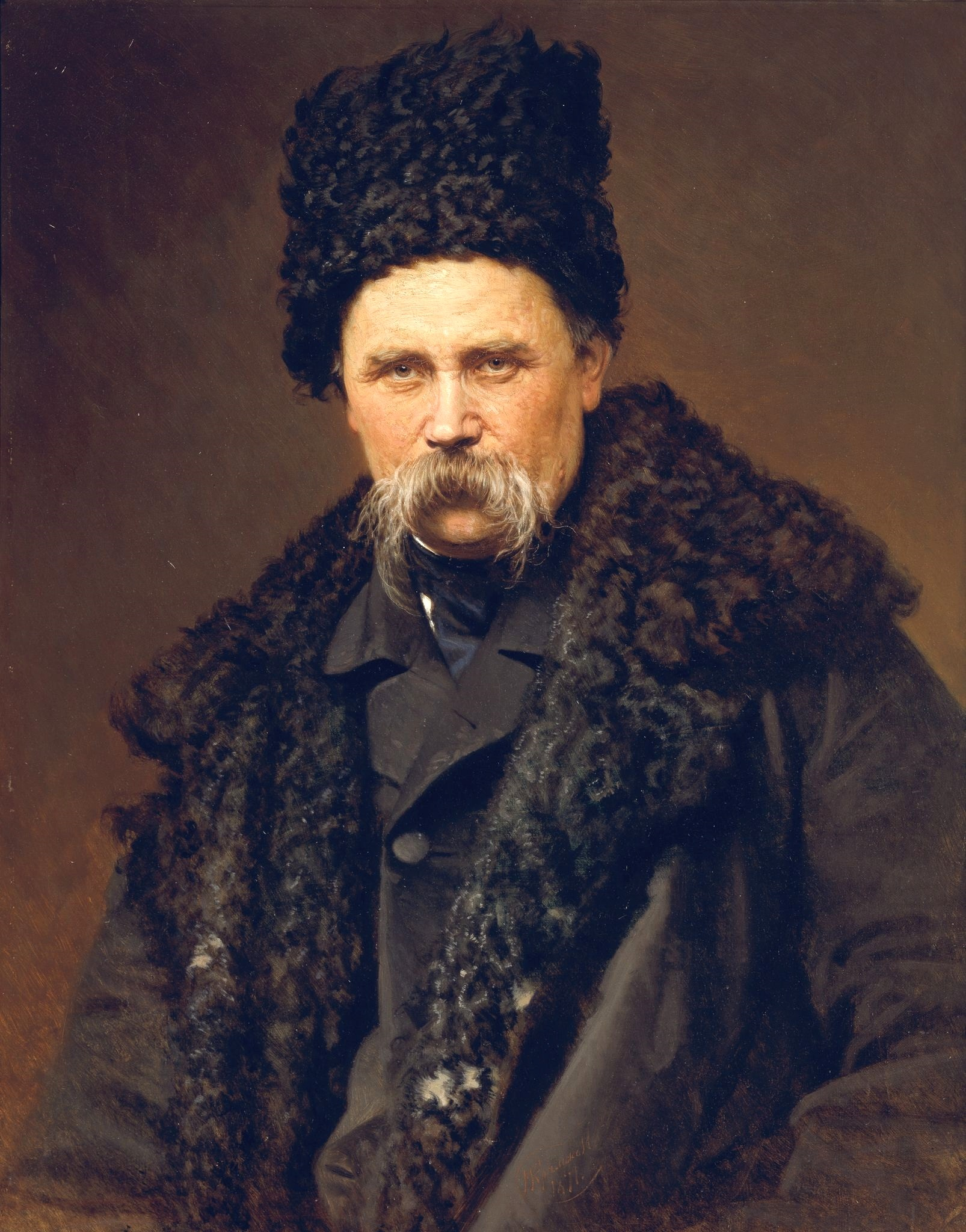
Taras Shevchenko, 1871
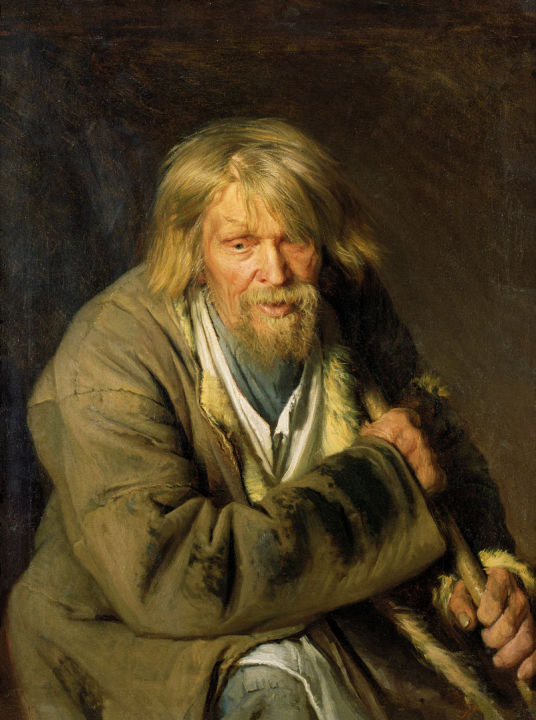
Ông già và cái gậy chống (Old man with a crutch, 1872)
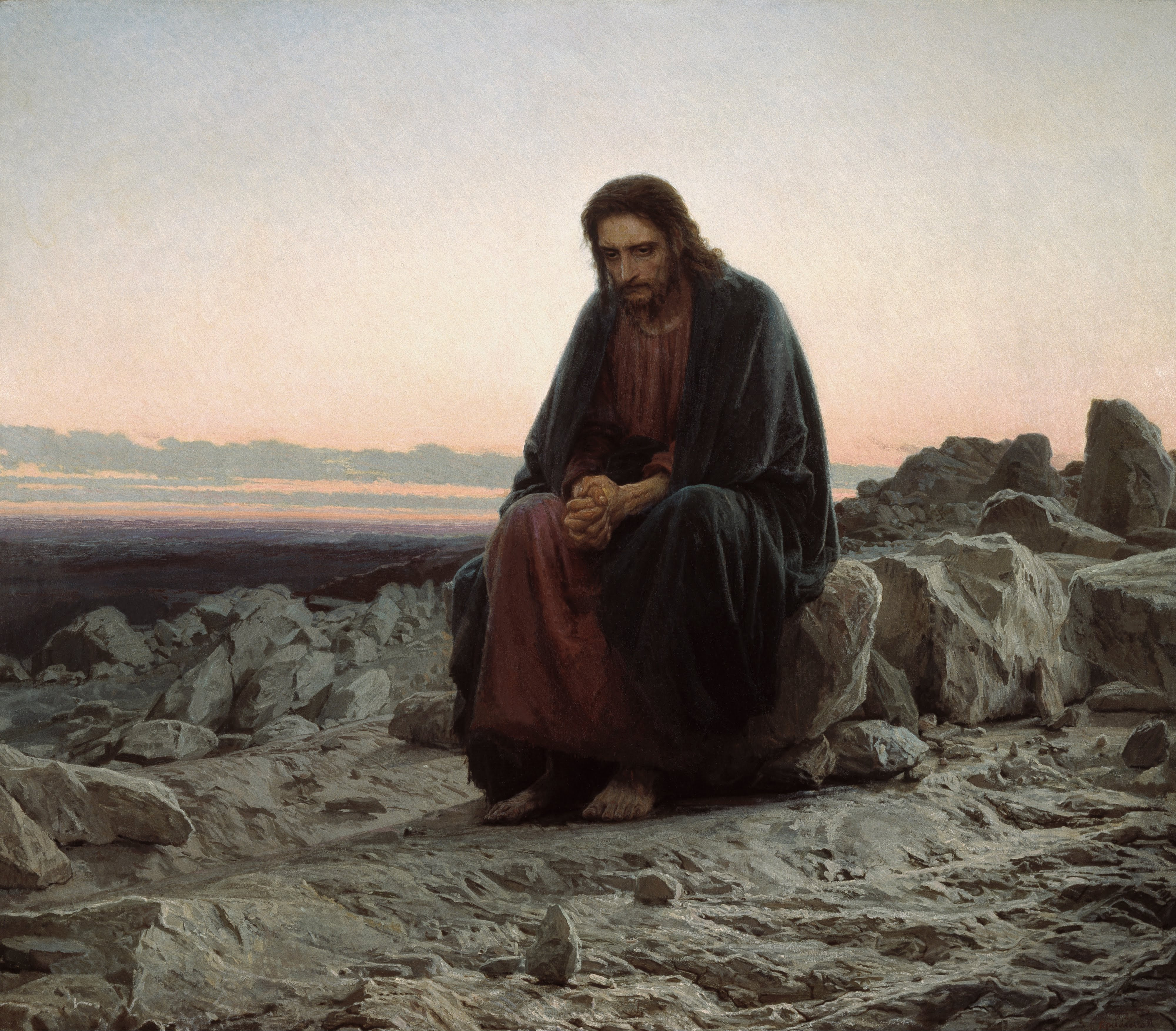
Thiên Chúa trên hoang mạc (Christ in the Desert, 1872)
Leo Tolstoy, 1873
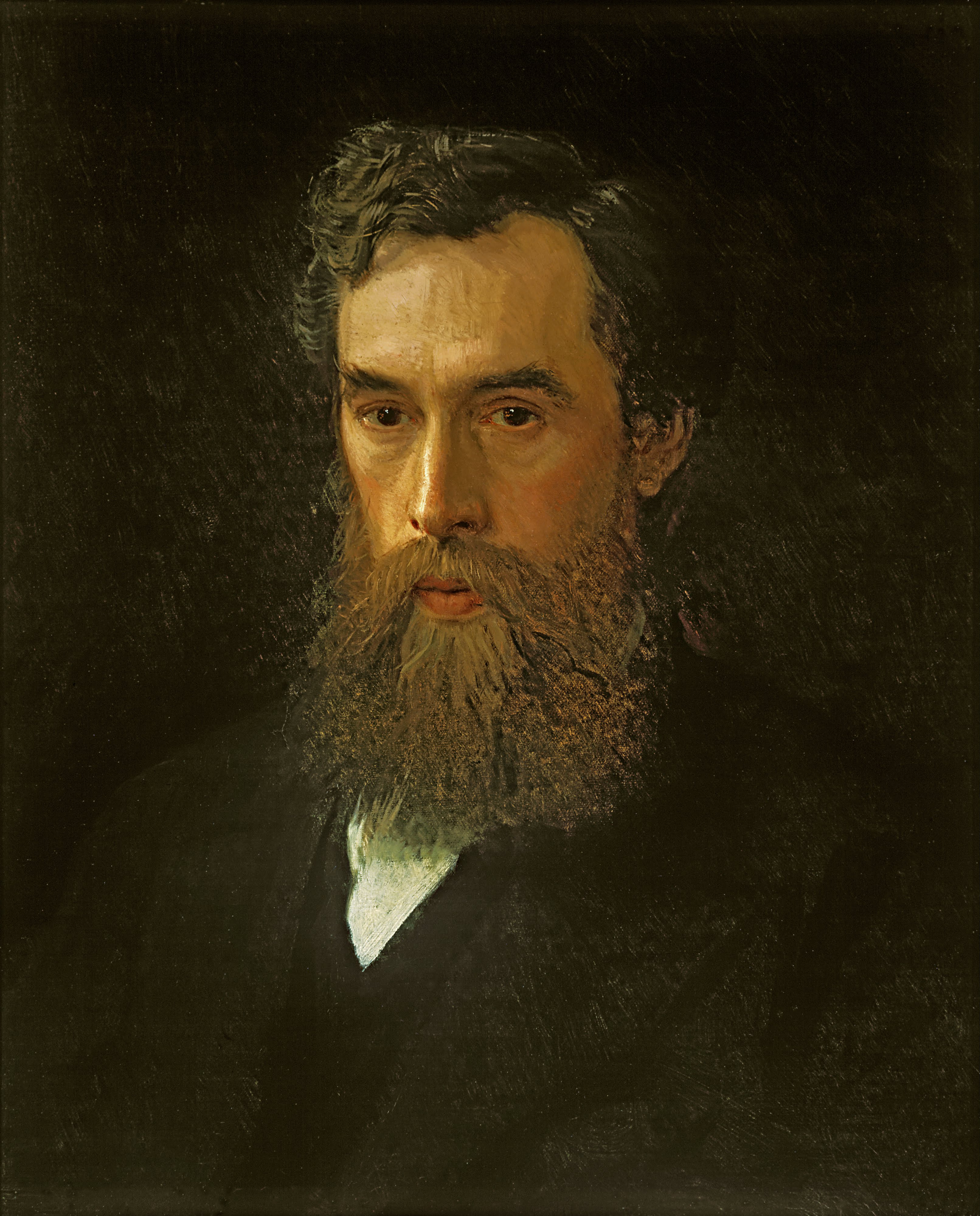
Pavel Tretyakov, 1876
Ivan Shishkin, 1880
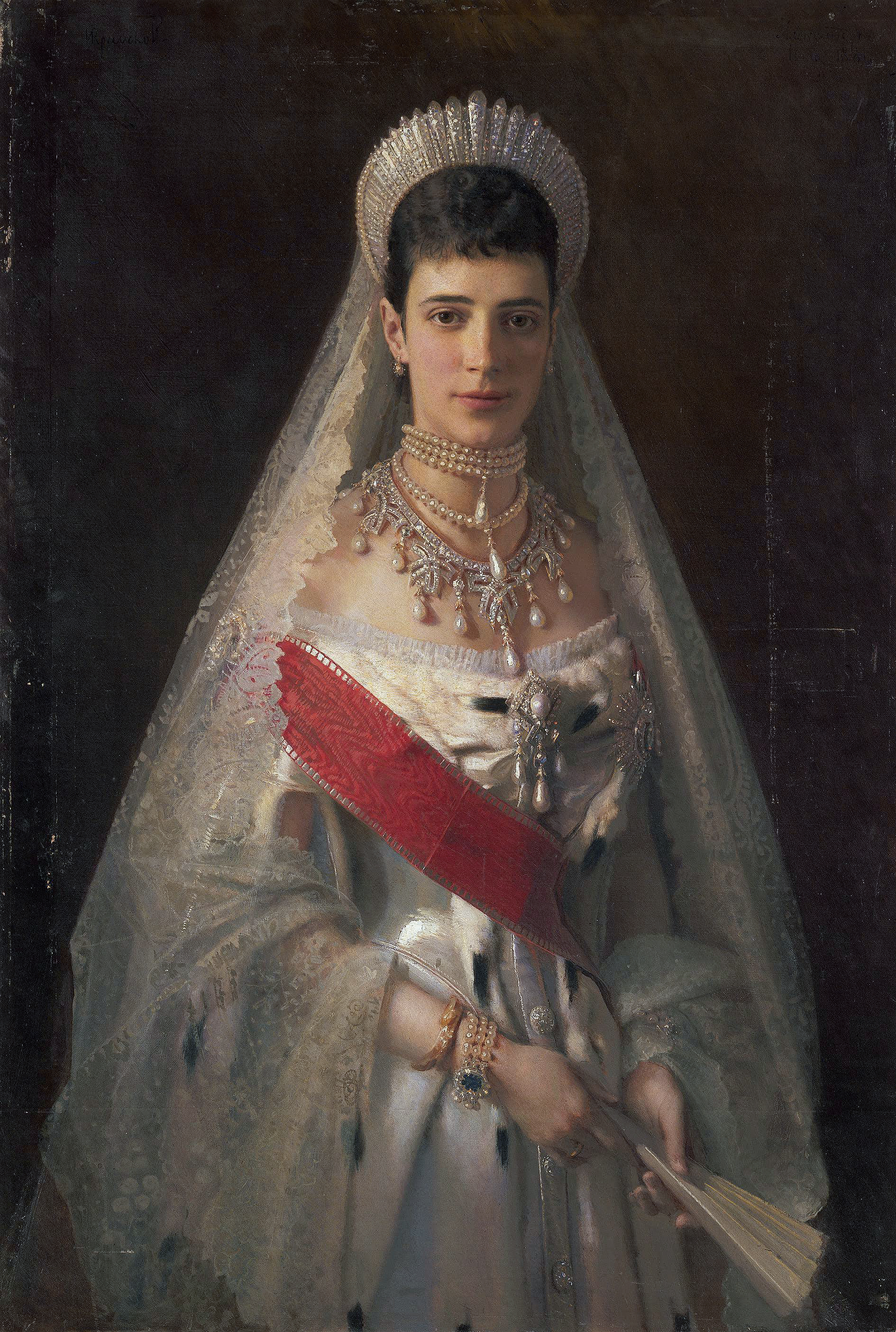
Maria Feodorovna, 1880s
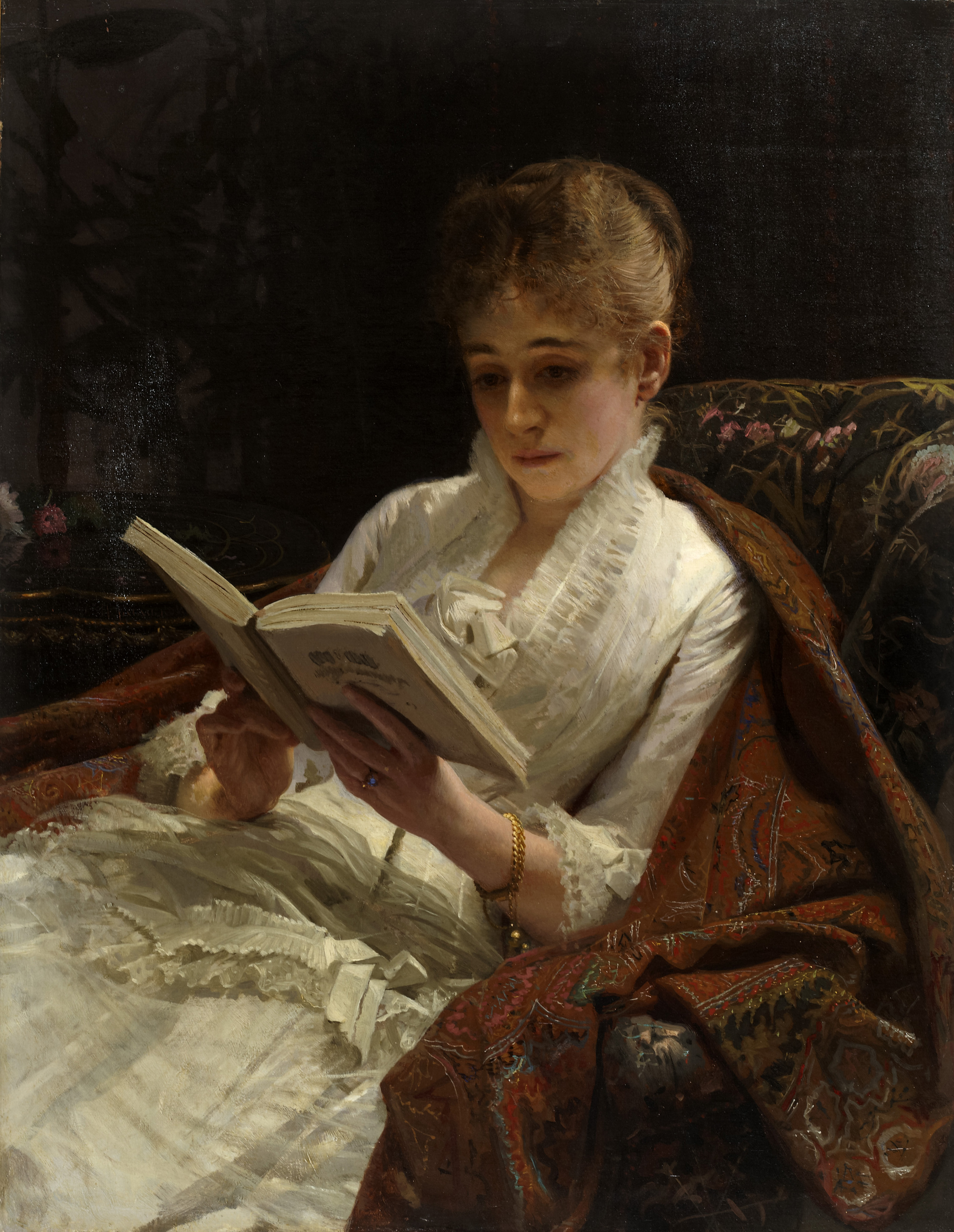
Chân dung một phụ nữ đang đọc sách, 1881
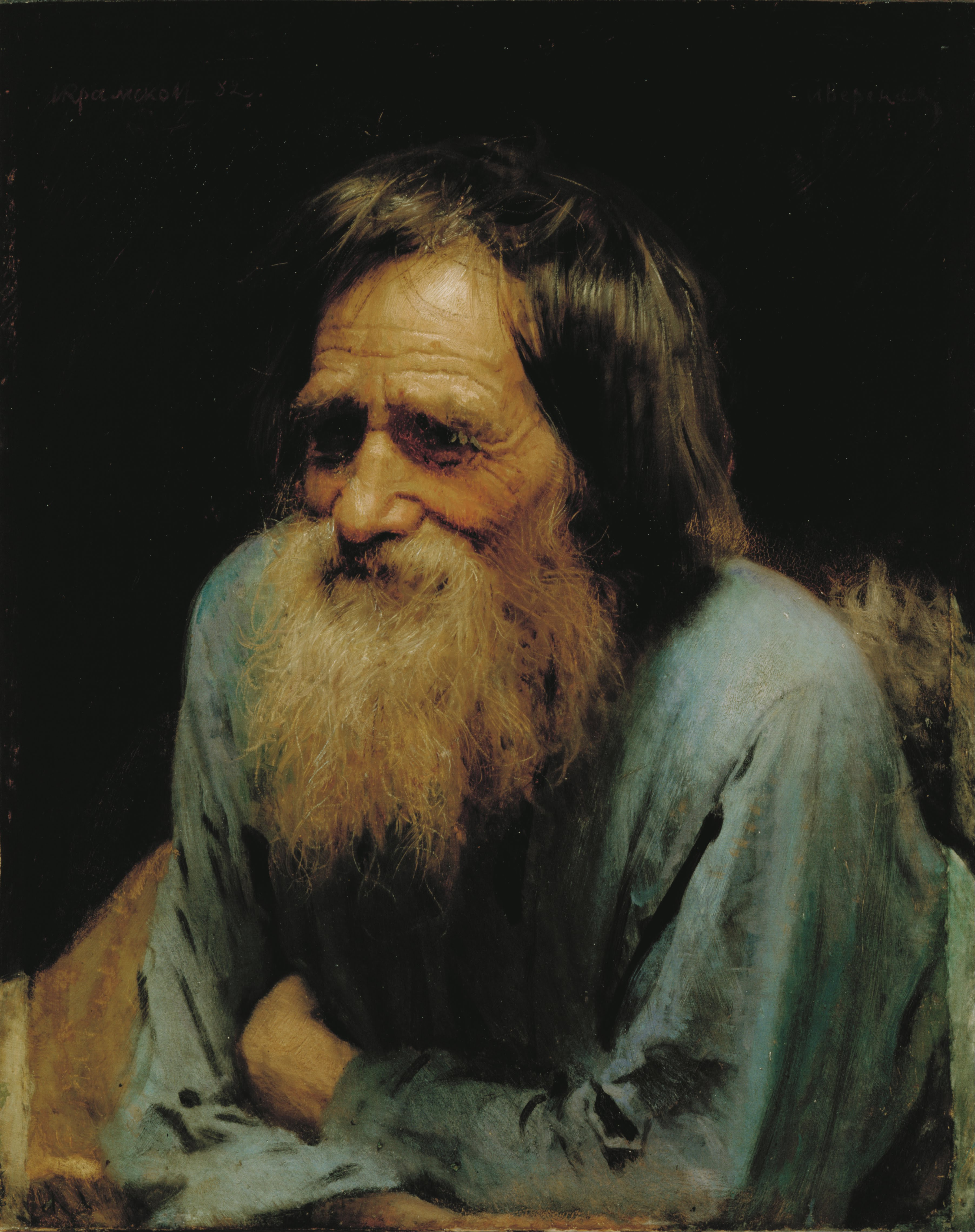
Mina Moiseyev, 1882
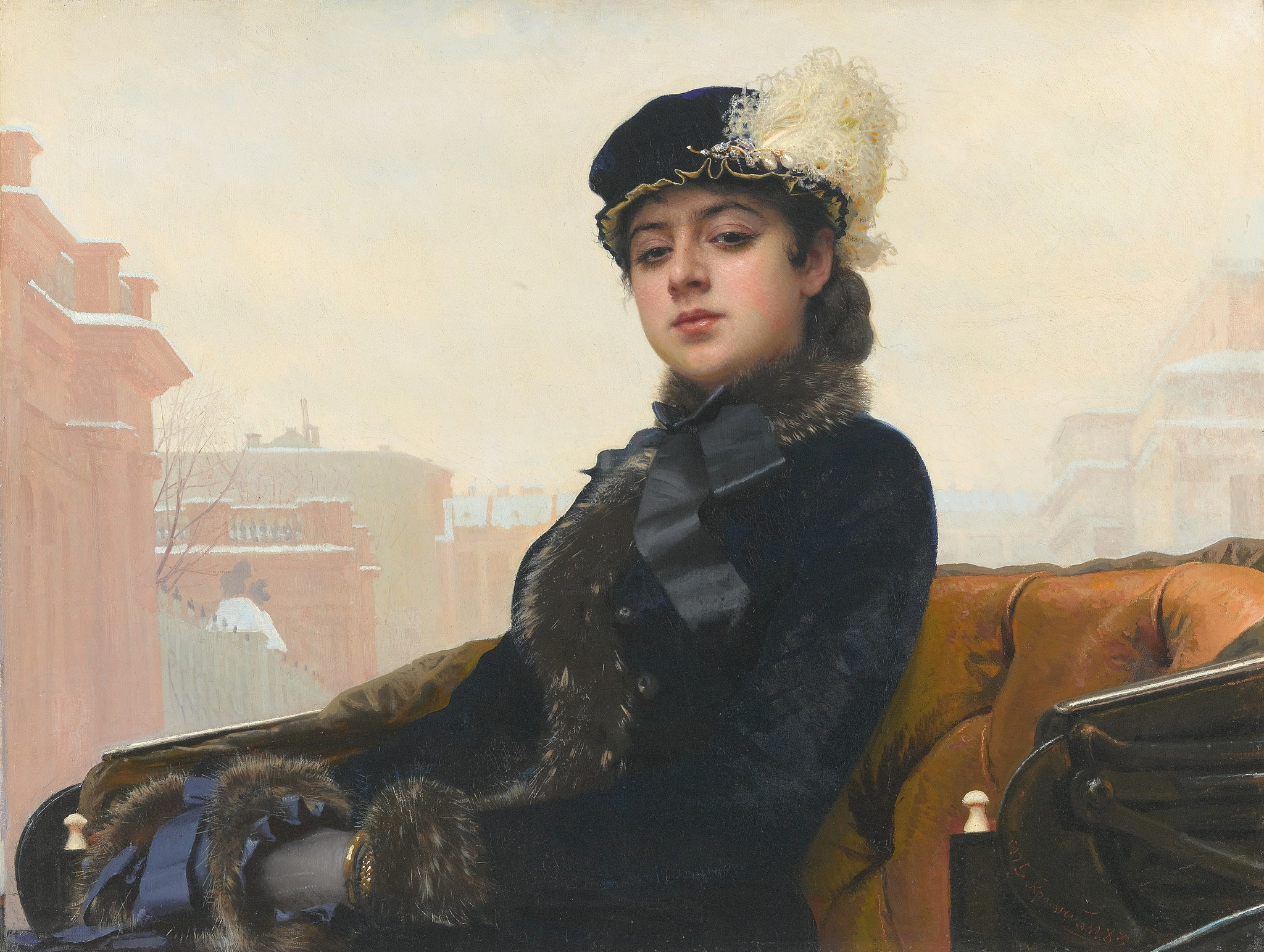
Chân dung một người đàn bà xa lạ (Portrait of an Unknown Woman, 1883)
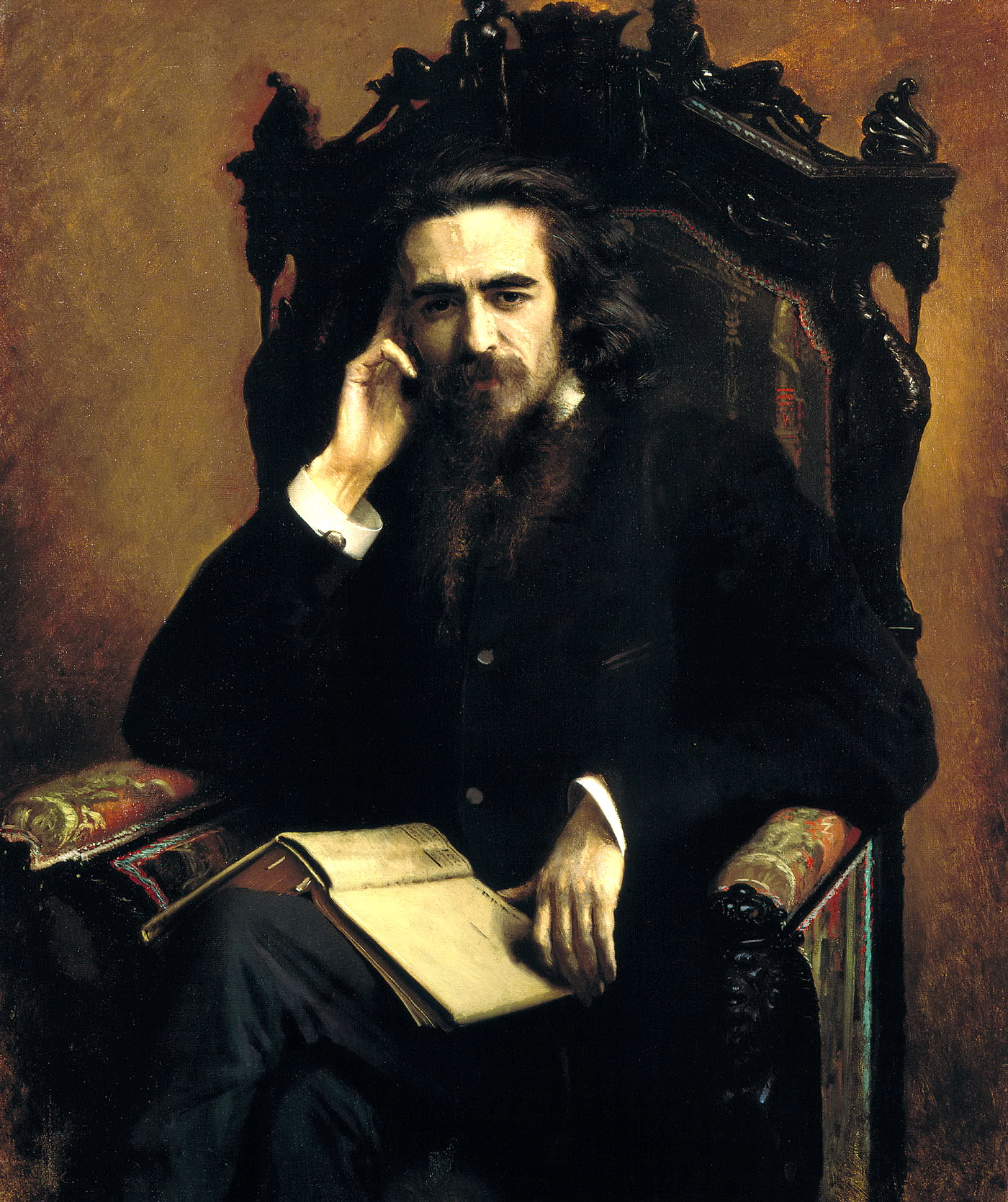
Vladimir Solovyov, 1885
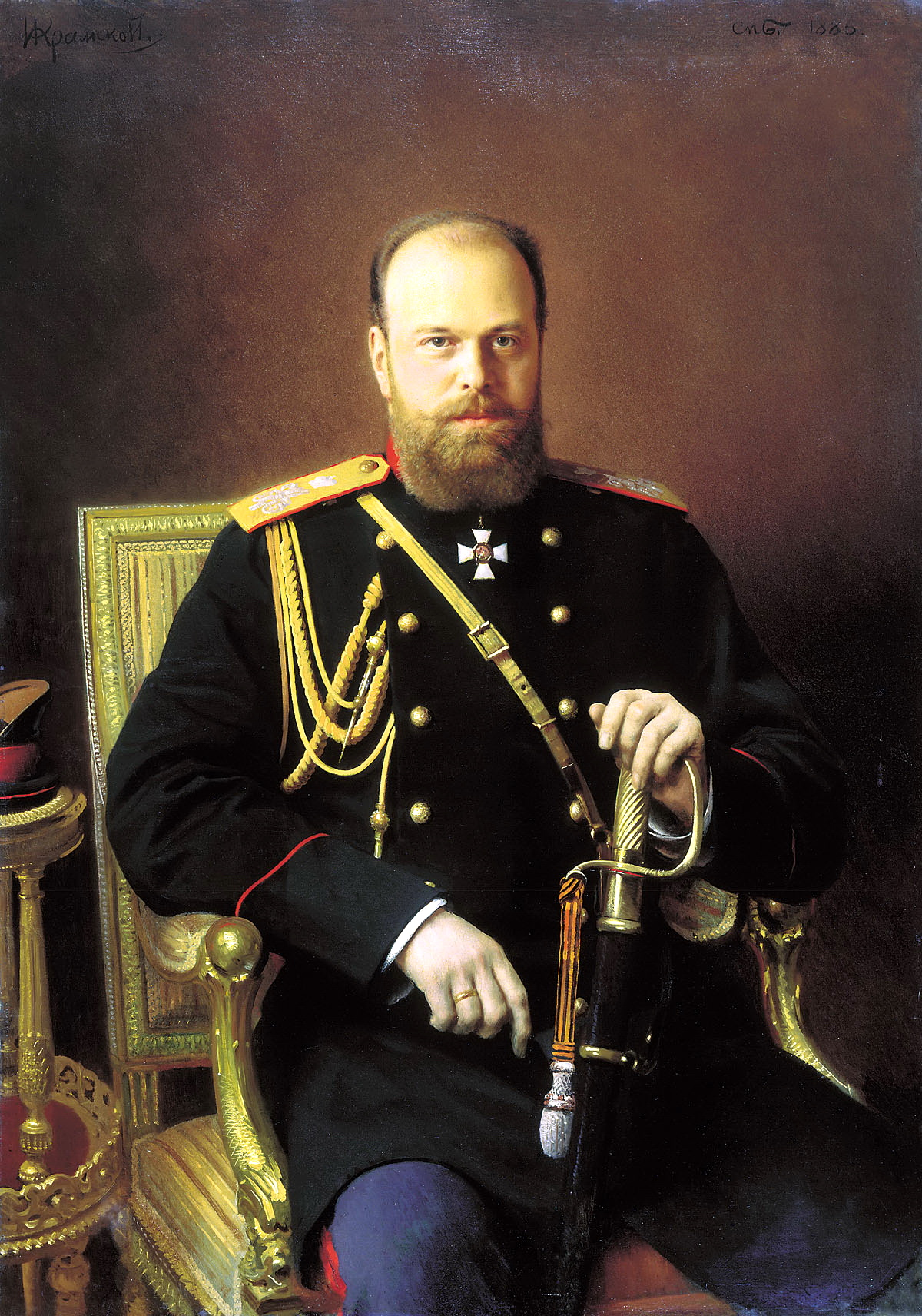
Alexander III, 1886